# 南傘口岸
南傘口岸，是中華人民共和國雲南省臨滄市鎮康縣南傘鎮的一個國家二類開放口岸，與緬甸果敢的楊龍寨口岸相對，是中國通往東南亞的陸路通道之一。

## 歷史
旧时镇康边民多至缅境老街、大水塘、红岩等集市赶集，清末民初，中方境内主要城镇相继开辟集市，境外边民开始到中方境内参加贸易，主要边民互市点有南伞街、岔沟街、勐捧街，以南伞街最为兴旺:162-163。南伞街为镇康土司刀闷纯兴、耿马土司罕华基、孟定土司罕万贤、果敢土司杨文炳在清光绪三十二年（1906年）相商开街:478。1930年，腾越海关设南伞分关，下辖孟定、塘上水两查卡:528。1953年，政府确定南伞、岔沟为边民互市点，允许方圆20公里内的边民与公职人员参加互市:163。1980年，昆明海关在南伞复设海关监理站，1986年升为南伞海关:479。1986年，临沧行政公署发布《关于中缅边境边民、华侨因私出入国境管理的规定》，规定镇康境内南伞、勐捧为允许通行的口岸:610。1989年6月15日，镇康县政府修成南伞街边至中缅122号界碑的公路:71。1991年8月，经云南省人民政府批准，南伞口岸对外开放，1996年列为边境经济开发实验区，2002年将口岸建设纳入新县城规划统筹进行建设:592。2005年，镇康县将县城由凤尾镇搬迁至南伞镇。
在缅甸民族民主同盟軍領導人彭家聲主政果敢時期，儘管南傘口岸檢查嚴格，但該範圍一度成為走私毒品的重災區。
2015年果敢軍事衝突期間，緬軍誤炸中國邊境造成5死8傷後，大量難民擁入南傘口岸，加上有志工被殺，中國對進出口岸者進行嚴格檢查。而戰火迫近南傘口岸時，中國駐重兵於南傘。而口岸的免稅店和附近的建築物因戰事而佈滿槍眼。
果敢在四大家族主政時期，成為緬北電詐基地。四大家族之一的劉正祥家族家族企業「福利來集團」在2020年經南傘口岸向雲南日報報業集團捐贈2萬個口罩。
2021年，中國以「勸返」、威脅註銷戶籍和取消其家屬公民權利的方式令中國籍詐騙人口歸國自首，因為2019冠狀病毒病大流行，導致與緬北接壤的中國口岸限制了每日入境人數，令歸國詐騙人員被迫滯留包括南傘口岸等中緬口岸以等待過關。
在2023年10月20日果敢發生屠殺中國籍詐騙人員和中國臥底警察的1020事件，和隨後10月27日，果敢民族民主同盟軍、若開軍和德昂民族解放軍的三兄弟聯盟以「反電詐」名義突襲緬甸軍事哨所，是為1027行動。其後，在11月15日夜間，緬方抓捕1020事件始作俑者明學昌家族，明學昌在行動中自殺身亡。11月16日，被抓捕的明氏家族成員明國平、明菊蘭、明珍珍在南傘口岸移交中國警方。

## 地理
南傘口岸鄰接緬甸果敢，距果敢首府老街9公里，距中國雲南省首府昆明705公里。南傘與果敢同屬麻栗壩盆地，兩地由國門旁的中緬122界樁分隔。
該地區建有連接南傘口岸和孟定清水河口岸兩個中國對緬口岸的鎮清高速公路。

## 管理
南伞口岸由镇康县人民政府管理，相关机构包括镇康县商务局（加挂人民政府口岸办公室牌子）、清水河出入境边防检查站南伞分站、南伞海关、临沧出入境检验检疫局南伞办事处等。
南傘海關是昆明海關下轄的縣級海關，其前身是昆明海關駐南傘監理站，於1980年7月成立。1985年3月，南傘海關獲中華人民共和國海關總署的批准正式成立。南傘海關的內設機構如下：黨委會組織宣傳部辦公室、綜合業務科、口岸監理科、行郵科及緝私科。
2020年，南傘口岸駐有中國紅十字會人員，提供翻譯服務。

## 設施
南傘口岸有一家免稅店「雲南中免免稅品有限公司」，隸屬於中國免稅品（集團）總公司，其成立於2012年3月27日。
為配合南傘口岸的貿易量增長，中國在2022年1月更新該口岸的設施，興建新口岸聯檢樓，並將國門通道擴建至三進三出六車道標準。

## 统计数据
2023年1至7月，南傘口岸的進出口貨運量55.04萬噸、出入境車輛4.8萬輛次、人員8.5萬人次。
| 年份 | 货运量（万吨） | 客运量（万人次） | 交通工具（辆） | 参考 |
| ---- | -------------- | ---------------- | -------------- | ---- |
| 2011 | 25.31          | 86.93            | 133,731        | :443 |
| 2012 | 46.98          | 103.28           | 187,246        | :539 |
| 2013 | 44.52          | 110.46           | 218,603        | :574 |
| 2014 | 38.62          | 133.81           | 295,697        | :623 |
| 2015 | 24.60          | 137.56           | 292,087        | :606 |
| 2016 | 19.61          | 191.58           | 404,176        | :616 |
| 2017 | 18.53          | 144.03           | 282,704        | :618 |
| 2018 | 27.84          | 183.16           | 330,073        | :596 |